# 7.º Regimiento de Marines
El 7.º Regimiento de Marines es un regimiento de infantería del Cuerpo de Marines de los Estados Unidos acuartelado en Marine Corps Air Ground Combat Center Twentynine Palms, California. Con el sobrenombre de "Magnificent Seventh" (en castellano: El Séptimo Magnífico), ellos están bajo el mando de la 1.ª División de Marines y la I Fuerza Expedicionaria de Marines.

## Misión
Realizar operaciones mecanizadas, de armas combinadas y otras operaciones expedicionarias con el propósito de apoyar planes de conflicto de teatro y operaciones de contingencia. El regimiento está preparado para ser desplegado dentro de 48 horas de recibir órdenes ya sea como el elemento terrestre de combate para la 1.ª Brigada Expedicionaria de Marines  o como un elemento subordinado principal de la 1.ª División de Marines. También, el regimiento prepara batallones de infantería para el despliegue al área de responsabilidad del Comando del Pacífico con el propósito de apoyar las operaciones y entrenamiento de la III Fuerza Expedicionaria de Marines.

## Unidades subordinadas
- 1.er Batallón 7.º Regimiento (1/7)
- 2.º Batallón 7.º Regimiento (2/7)
- 3.er Batallón  7.º Regimiento (3/7)
- 3.er Batallón 4.º Regimiento (3/4)

## Historia

### Años iniciales
El 7.º Regimiento fue formado en Filadelfia, Pennsylvania el 14 de agosto de 1917. Durante la Primera Guerra Mundial, fue desplegado enCuba durante dos años. Fueron desactivados durante la desmobilización que ocurrió después del fin de la guerra. Cuando al Cuerpo de Marines se le ordenó realizar labores de mantenimiento de la paz en el Caribe en el año 1933, elementos del regimiento fueron reactivados y desplegados en buques navales frente a la costa de Cuba. Al final de la crisis, el 7.º Regimiento fue desactivado.

### Segunda Guerra Mundial
El 1 de enero de 1941, el 7.º Regimiento fue reactivado en la Bahía de Guantánamo, Cuba. El regimiento se trasladó a lo que hoy en día es la Base del Cuerpo de Marines Camp Lejeune, Carolina del Norte. El 18 de septiembre de 1942 el regimiento desembarcó en las islas Salomón de Guadalcanal. Durante cuatro meses el regimiento combatió con los defensores japoneses y rechazó cargas banzai y ataques suicidas. Durante la batalla de Guadalcanal dos miembros del regimiento recibieron la Medalla de Honor, "Manila John" Basilone y Mitchell Paige, y una Cruz de la Armada para Lewis "Chesty" Puller.
El regimiento llegó a Australia en enero de 1943, la vasta mayoría del regimiento sufría de malaria, heridas o de fatiga.
El regimiento participó en los numerosos desembarcos de las islas en poder de los japoneses en el Pacífico. El 7.º Regimiento combatió en lugares como Nueva Guinea Oriental, Nueva Bretaña, en las batallas de Peleliu y  Okinawa. En esta última batalla el regimiento participó en la toma de Dakeshi Ridge en la que sufrieron 700 bajas entre muertos y heridos y otras 500 bajas, entre muertos y heridos, en los combates ocurridos cerca de Wana Ridge.
Después de la rendición de Japón, el 7.º Regimiento tomó parte de la Ocupación de China del Norte entre el 30 de septiembre de 1945 y el 5 de enero de 1947. Regresaron a Camp Pendleton, California en enero de 1947 y fueron reasignados a la 1.ª División de MArines. El regimiento fue desactivado el 6 de marzo de 1947 como parte de la disminución de fuerzas ocurrida después de la guerra. Sin embargo el fueron rápidamente reactivado el 1 de octubre de 1947 pero solo con cuatro compañías. La compañía "C" fue desplegada a China entre el 2 de mayo al 23 de junio de 1949 para proteger el retiro estadounidense de China y fue el último elemento de la Fleet Marine Force en salir de China.

### Guerra de Corea
El 17 de agosto de 1950, después del inicio de la Guerra de Corea, el regimiento fue reactivado, y el 21 de septiembre de 1950 el regimiento  desembarcó en Incheon, como parte de la 1.ª División de Marines. El regimiento combatió desde Incheon al  Yalu, en la Batalla del embalse de Chosin y en la larga defensa de Corea del Sur hasta el armisticio.

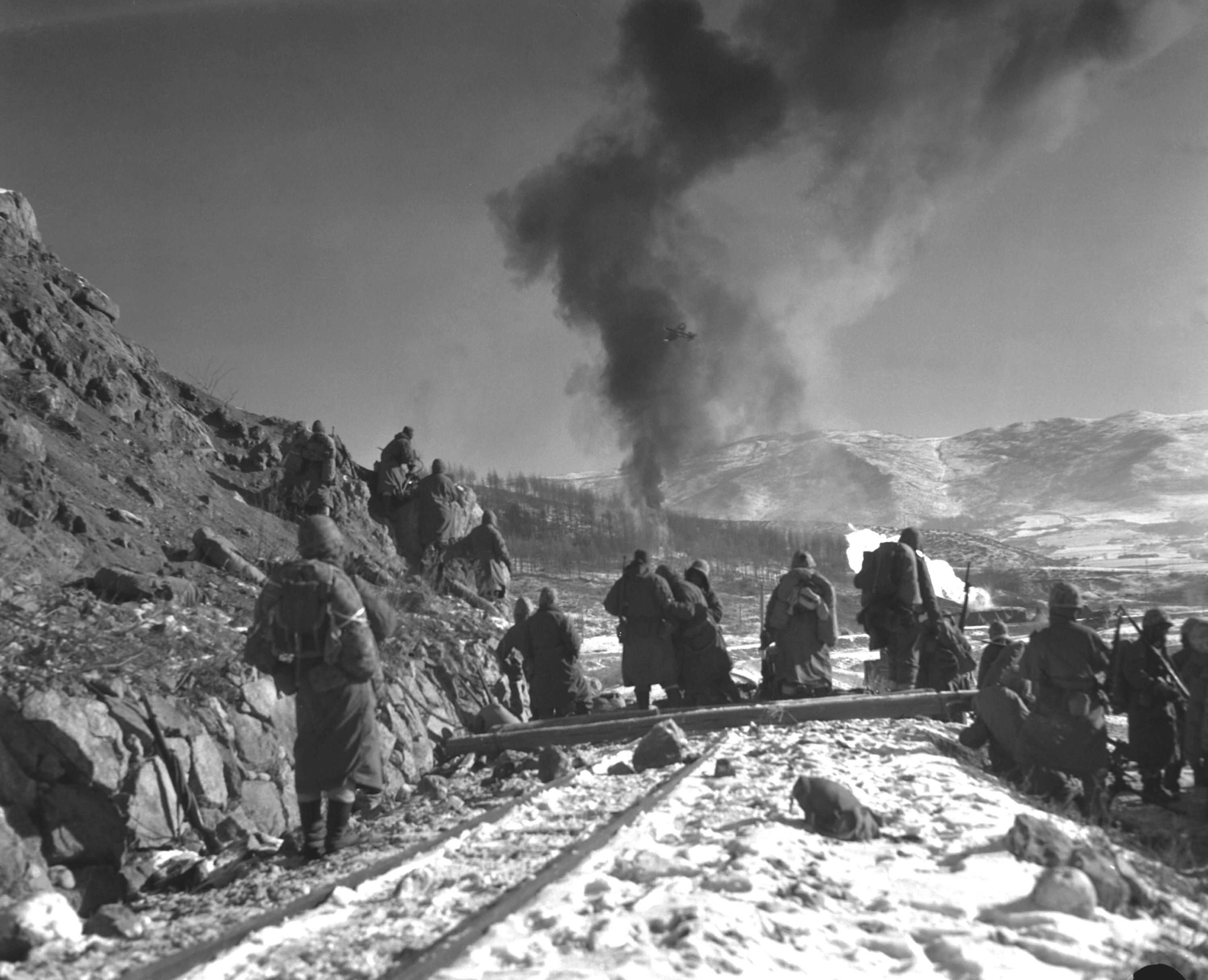
Infantes de marina vigilan como aviones F4U Corsair dejan caer napalm a medida que la Compañía Item, del 7.º Regimiento de Infantería de Marina, se mueven para atacar posiciones chinas.

### Guerra de Vietnam
En el otoño del año 1962, partes substanciales del regimiento se embarcaron con destino al  Caribe y a una posible acción en Cuba, con el objetivo de remover los  misiles nucleares soviéticos instalados en Cuba que apuntaban hacia Estados Unidos. Después del término de esta crisis el regimiento regresó a Camp Pendleton, California.
En el año 1965, el regimiento fue desplegado a Vietnam. Mientras el regimiento prestó servicio en la República de Vietnam, este participó en las siguientes operaciones militares: Operación Starlite, Operación Piranha, Operación Harvest Moon, Operación Mallard, Operación Texas, Operación Indiana, Operación Golden Fleece 7-1, Operación Rio Blanco, Operación Shark, Operación Boone, Operación Duval, Operación DeSoto, Operación Foster, Ofensiva del Tet, Operación Allen Brook, Operación Mameluke Thrust, Operación Daring Endeavor, Operación Linn River, Operación Meade River, Operación Oklahoma Hills, Operación Taylor Common (fase uno de la Operación Pipestone Canyon), la Defensa de Que Son, Operación Pickens Forest y la Operación Imperial Lake. Los últimos elementos del 7.º de Infantería de Marina se retiraron de Vietnam el 13 de octubre de 1970.

### Guerra del Golfo
En agosto de 1990, poco después de cambiar en lugar de acuartelamiento desde Camp Pendelton a Twentynine Palms, California, los marines y marineros del regimiento se desplegaron en Arabia Saudita. Fueron parte de las operaciones para liberar  Kuwait. En agosto de 1991, debido a los cambios en la estructura del regimiento, que agregaron el  3.er Batallón LAR, el 3.er Batallón de Tanques y la compañía Delta, el 3.er Batallón de Asalto Anfibio, el 7.º Regimiento se convirtió en el Equipo Regimental de Combate Siete.
En diciembre de 1992, el RCT-7 fue desplegado en la Operación Restore Hope para aliviar la hambruna y restaurar el orden en Somalía, permaneciendo allí durante cinco meses.
El 13 de agosto de 1993, en las vísperas del 76.º aniversario del regimiento, formalmente se cambió el nombre a su designación original de 7.º Regimiento (Reforzado).
En agosto de 1996, los cambios en la organización les designaron una vez más al 3.er Batallón LAR (previamente el Batallón LAI) y al 1.er Batallón de Tanques como batallones separados en apoyo directo de la misión MPF del 7.º Regimiento. También en apoyo directo se encontraba la Compañía Delta del 3.er Batallón Antiaéreo que regresó al 3.er Batallón de Asalto Anfibio.

### Guerra Global contra el Terrorismo
En enero de 2003, el 7.º Regimiento se desplegó en Kuwait como parte de la  Operación Iraqi Freedom. El 21 de marzo, el regimiento cruzó la línea de asalto hacia Irak con el objetivo de moverse para capturar y aislar las unidades iraquíes en la zona de Basora. Durante el curso de las siguientes semanas, el regimiento participó en numerosas acciones de combate y continuó la ofensiva para capturar Bagdad y hacer colapsar el régimen encabezado por Saddam Hussein. Durante la mayor parte del ataque en dirección al norte, el regimiento lideró el avance de la 1.ª División de Marines en el ataque de mayor profundidad en la historia del Cuerpo de Marines. El regimiento se desplegó nuevamente en Irak en febrero de 2004 estando ellos basados en la Base Aérea Al Asad donde fue responsable por la seguridad y operaciones de estabilización en las regiones del desierto occidental de la  Gobernación de Al Anbar. El tercer despliegue a Irak del regimiento se produjo en el año 2006 donde nuevamente operaron en las regiones de Al Anbar y basados en Al Asad.
El regimiento se desplegó en apoyo de la  Operación Enduring Freedom como parte de la Fuerza Internacional de Asistencia para la Seguridad en la Provincia de Helmand, Afganistán entre septiembre de 2009 y septiembre de 2010. Ellos estuvieron basados en Camp Dwyer.

## Galardones de la unidad
Una mención o encomio de unidad es un galardón que es otorgado a una organización por la acción citada. A los miembros de la unidad que participaron en dichas acciones se les permite usar en sus uniformes dichos galardones como  distintivos de cinta. Adicionalmente la unidad está autorizada a colocar los gallardetes apropiados en la bandera de la unidad. Al 7.º Regimiento de Marines le han sido otorgados los siguientes galardones:
| Gallardete | Galardón                                                                               |
| ---------- | -------------------------------------------------------------------------------------- |
|            | Mención Presidencial de Unidad con una estrella de plata y cuatro de bronce            |
|            | Medalla Conjunta de Unidad Meritoria                                                   |
|            | Mención de Unidad de la Armada con tres estrellas de bronce                            |
|            | Mención de Unidad Meritoria con una estrella de bronce                                 |
|            | Medalla de la Victoria en la I Guerra Mundial con broche de las "Indias Occidentales"  |
|            | Medalla de Servicio en la Defensa Estadounidense con una estrella de bronce            |
|            | Medalla de la Campaña Asiática-Pacífica con una estrella de plata                      |
|            | Medalla de Victoria Segunda Guerra Mundial                                             |
|            | Medalla de Servicio de Ocupación de la Armada con la palabra "ASIA"                    |
|            | Medalla de Servicio en China                                                           |
|            | Medalla de Servicio en la Defensa Nacional con tres estrellas de bronce                |
|            | Medalla de Servicio en Corea con una estrella de plata y cuatro de bronce              |
|            | Medalla de las Fuerzas Armadas Expedicionarias con una estrella de bronce              |
|            | Medalla de Servicio en Vietnam con dos estrellas de plata con tres estrellas de bronce |
|            | Medalla de Servicio en el Suroeste de Asia con dos estrellas de bronce                 |
|            | Medalla de la Campaña en Afganistán con una estrella de bronce                         |
|            | Medalla de la Campaña en Irak con tres estrellas de bronce                             |
|            | Medalla Expedicionaria de la Guerra Global contra el Terrorismo                        |
|            | Medalla de Servicio en la Guerra Global contra el Terrorismo                           |
|            | Mención Presidencial de Unidad de la República de Corea                                |
|            | Cruz al Valor de Vietnam con palmas                                                    |
|            | Mención de Unidad Meritoria en Acciones Civiles de Vietnam                             |